# Dennis Prinz

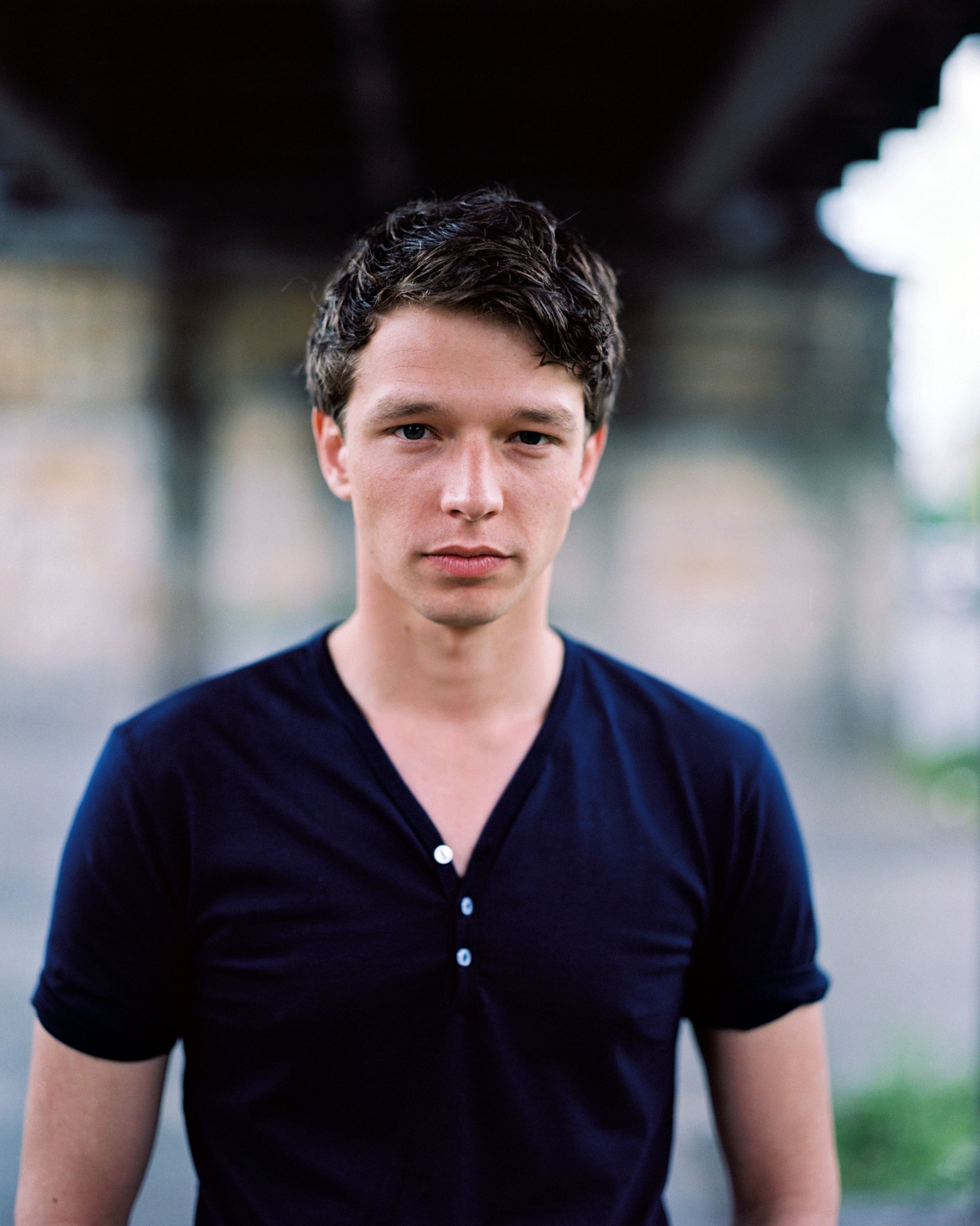
Dennis Prinz

Dennis Prinz (* 18. Dezember 1984 in Zell (Mosel)) ist ein deutscher Schauspieler, Moderator und Unternehmer.
2004 wirkte er erstmals bei einem Tanztheaterprojekt am Schauspiel Köln mit und spielte parallel dazu Hauptrollen in diversen Kurzfilmprojekten. Danach absolvierte er ein Schauspielstudium bei Urs Troller, Sabine Andreas und Anne Bogart am Mozarteum Salzburg und in London.
Es folgten diverse Musikprojekte in Hamburg. Weiterhin wirkte er u. a. in Filmen von Thomas Jauch, Lars Jessen und Christoph Hochhäusler mit. Eine langjährige Zusammenarbeit verbindet ihn mit Schauspieler Oliver Simon. 2008 war er Initiator und Kurator der Kunstparty „enklave“ in Berlin. 25 Künstler aus London, Hamburg, New York und Berlin arbeiten 4 Wochen raumbezogen und zeigen für eine Nacht Malerei, Skulpturen, Installationen und Performances. Dennis Prinz ist Gründungsmitglied der Künstlergruppe „LES 3ROIS GARÇONS - production imperiale“ und lebt in Berlin-Kreuzberg.
2018 gründete Prinz die Wohninitative robinhood.berlin.

## Filmografie
- 2004: Falscher Bekenner
- 2004: Die Regieübung
- 2004: Beware of
- 2005: Aviditas
- 2005: Out now
- 2006: Freunde die du hat
- 2007: Notruf Hafenkante – Das kalte Herz
- 2007: Post Mortem – Amok
- 2008: Tatort – Borowski und die einsamen Herzen
- 2009: Anders war früher
- 2010: Aus dem Stand
- 2010: Der Staatsanwalt – Tod eines Schülers
- 2010–2013: Schaumschau (Moderation)

## Theaterrollen
- 2005: Er in Sieben Türen von Botho Strauß – Regie: Urs Troller (Mozarteum Salzburg)
- 2005: Ensemble in Hörsturz deluxe von Ensemble – Regie: Ensemble (kraft.akt.salzburg)
- 2005: Lysander in Ein Sommernachtstraum von William Shakespeare – Regie: Bea Schwarzbach (Mozarteum Salzburg)
- 2006: Ensemble in This is a story von Ann Bogart – Regie: Ann Bogart (Mozarteum Salzburg)
- 2009: Soloabend in Erwartung von Daniel Cremer – Regie: Konrad Oktavian Knieling (Halle am Wasser Berlin)
- 2009: Dennis in Ich habe genug – Colony Collapse Disorder von Daniel Cremer – Regie: Daniel Cremer (Theater Hebbel am Ufer und .HBC Berlin)
- 2009: Angel in Duras in der Capribar von Gabi Hift – Regie: Gabi Hift (Capribar Berlin)
- 2009: Agaue in Die Bakchen von Euripides – Regie: Oleg Mirzac  (Sprechwerk Theater Hamburg)
- 2010: Hitlerjunge / Das Kind in Weltuntergang 1+2 von Lothar Trolle – Regie: Oleg Mirzac (Eigenreich Theater Berlin)